# Gary Rowett
Gary Rowett (Bromsgrove, 6 marzo 1974) è un allenatore di calcio ed ex calciatore inglese, di ruolo difensore, tecnico dell'Oxford Utd.

## Carriera

### Giocatore
Terzino destro, l'Everton lo preleva dal Cambridge United per circa € 280.000. Nell'estate 1995 il Derby County acquista le prestazioni di Rowett per circa € 420.000. Dopo tre stagioni, passa al Birmingham City per € 1,4 milioni circa. Trasferitosi al Leicester City in cambio di circa € 4,5 milioni, nel 2002 passa al Charlton Athletic per circa € 5,25 milioni, ritirandosi nel 2007 dopo aver giocato anche nel quinto livello del calcio inglese.
Vanta 136 presenze e 6 gol in Premier League e 2 incontri di Coppa UEFA.

### Allenatore

#### Burton Albion
Nel maggio 2009, Rowett è stato nominato assistente del nuovo manager Paul Peschisolido al Burton Albion. Rowett è stato incaricato temporaneamente del ruolo di allenatore , assistito da Kevin Poole, a seguito del licenziamento di Peschisolido nel marzo 2012. Il 10 maggio, Rowett è stato annunciato come il manager permanente di Burton Albion. Nella sua prima stagione, ha portato Burton al quarto posto in League Two, perdendo nella semifinale play-off contro Bradford City, e seguito da un sesto posto nel 2013-14 e una sconfitta per 1-0 contro il Fleetwood Town nella finale play-off.
Mentre era a capo del Burton, Rowett ha supervisionato la loro migliore prestazione in Coppa di Lega, raggiungendo il terzo turno nel 2012-13 prima di essere eliminati dal Bradford City. Hanno eguagliato questo risultato due anni dopo sotto il suo successore Jimmy Floyd Hasselbaink. Sfortunatamente, è stato anche responsabile delle loro due peggiori sconfitte nella Football League, entrambe per 7-1. Il primo è stato contro il Bristol Rovers nell'aprile 2012, mentre era ancora allenatore ad interim, e il secondo contro Port Vale nell'aprile 2013.
Nel settembre 2014, con Burton vicino alla vetta della League Two, Rowett ha rifiutato l'opportunità di gestire il Blackpool; ha detto che sentiva che non era il lavoro giusto per lui al momento.

#### Birmingham City
Il 27 ottobre 2014, Rowett è stato nominato allenatore del suo ex club, il Birmingham City, un posto sopra il Blackpool in fondo alla classifica. È stato raggiunto a Birmingham dai membri dello staff del Burton Kevin Summerfield come vice allenatore, Mark Sale come allenatore della prima squadra e Poole come allenatore dei portieri. Tutti e tre sono anche ex giocatori del Birmingham City. Rowett ha guidato il Birmingham dal 21º al 10º posto al termine della sua prima stagione, guadagnandosi molti elogi per la notevole inversione di tendenza nella forma.
Rowett è stato licenziato dal Birmingham il 14 dicembre 2016 dopo il cambio di proprietà e della dirigenza della squadra, nonostante abbia portato la squadra al 7º posto nella classifica del campionato e sfidato per un posto agli spareggi. La decisione è stata accolta con sorpresa e critiche dai tifosi del Birmingham, con il club che ha nominato Gianfranco Zola come suo sostituto. Zola si è dimesso da allenatore del Birmingham nell'aprile 2017, dopo una sequenza di sole due vittorie in 24 partite durante il suo mandato come allenatore e ha lasciato il club coinvolto in una battaglia per la retrocessione.

#### Derby County
Rowett è stato nominato nuovo manager del Derby County, un altro dei suoi ex club come giocatore, il 14 marzo 2017, e ha firmato un contratto fino alla fine della stagione 2018-19. Rowett ha preso il sopravvento con Derby seduto al decimo posto, prendendo quindici punti dalle ultime nove partite per guidarli al nono posto.
Rowett ha ingaggiato cinque giocatori in vista della stagione 2017-18 concentrandosi principalmente sull'aggiunta di esperienza a una squadra come il Derby che si era guadagnata una reputazione per i crolli post-natalizi con giocatori come Tom Huddlestone (30) e Curtis Davies (32), che hanno alzato l'età media della squadra a 28,2 anni, la seconda più alta della divisione. Dopo un inizio lento di sole 3 vittorie nelle prime 10 partite li ha lasciati al 15º posto in classifica, 13 vittorie nelle 20 partite successive hanno visto la squadra salire al 2º posto all'inizio dell'anno, con Rowett che ha vinto il Championship Manager del mese per ottobre e dicembre 2017. Il 9 gennaio 2018, Rowett è stato collegato al posto vacante manageriale del club di Premier League Stoke City, ma ha invece firmato un altro contratto col Derby, che durerà fino al 2021.
Nonostante Rowett abbia aggiunto ulteriore esperienza alla squadra con la firma del 31enne Cameron Jerome nella finestra di mercato di gennaio, il Derby ha subito nuovamente un crollo post-gennaio, vincendo solo 2 partite di campionato su 13, una serie che includeva pesanti sconfitte ai candidati per la retrocessione Sunderland e Burton Albion che li vide cadere brevemente dai primi 6, prima che una breve ripresa nelle ultime tre partite li vedesse qualificarsi per i playoff dell'ultimo giorno della stagione con un sesto posto e 75 punti. La campagna dei play-off si è conclusa con una sconfitta, il Derby ha perso complessivamente 2-1 contro il Fulham, nonostante la vittoria all'andata. Subito dopo la fine della stagione, Rowett ha chiesto il permesso di parlare con Stoke City della loro posizione manageriale vacante.

#### Stoke City
Rowett è stato nominato manager di Stoke City il 22 maggio 2018, firmando un contratto triennale, con Stoke che ha pagato al Derby circa 2 milioni di sterline a titolo di risarcimento. Lo Stoke, essendo stato retrocesso dalla Premier League la stagione precedente, ha dato a Rowett un ampio budget di trasferimento. I giocatori che ha portato in campo sono stati il portiere Adam Federici, l'esperto difensore centrale Ashley Williams, il terzino Cuco Martina, i centrocampisti Sam Clucas, Peter Etebo e Ryan Woods, le ali Tom Ince e James McClean e l'attaccante Benik Afobe. La squadra ha iniziato male la stagione vincendo solo due delle prime dieci partite. Lo Stoke ha vinto partite consecutive all'inizio di ottobre contro Bolton Wanderers e Norwich City prima di perdere contro il vecchio club di Rowett, il Birmingham. Il City è rimasto imbattuto per dieci partite tra novembre e dicembre, ma ha fatto pochi progressi in classifica quando lo Stoke ne ha pareggiate sei. La corsa dello Stoke è stata interrotta da un'altra sconfitta contro il Birmingham. Dopo scarsi risultati contro Bolton Wanderers e Bristol City, i tifosi iniziarono a chiedere la partenza di Rowett. Il contratto di Rowett con lo Stoke è stato risolto dal club l'8 gennaio 2019.

#### Millwall
Il 21 ottobre 2019, Rowett è stato nominato nuovo manager del Millwall, succedendo a Neil Harris, che ha lasciato la carica dopo più di quattro anni.

## Statistiche

### Statistiche da allenatore
Statistiche aggiornate al 14 giugno 2024.
| Stagione               | Squadra                | Campionato             | Campionato | Campionato | Campionato | Campionato | Coppe nazionali | Coppe nazionali | Coppe nazionali | Coppe nazionali | Coppe nazionali | Coppe continentali | Coppe continentali | Coppe continentali | Coppe continentali | Coppe continentali | Altre coppe | Altre coppe | Altre coppe | Altre coppe | Altre coppe | Totale | Totale | Totale | Totale | % Vittorie | Piazzamento      |
| Stagione               | Squadra                | Comp                   | G          | V          | N          | P          | Comp            | G               | V               | N               | P               | Comp               | G                  | V                  | N                  | P                  | Comp        | G           | V           | N           | P           | G      | V      | N      | P      | %          | Piazzamento      |
| ---------------------- | ---------------------- | ---------------------- | ---------- | ---------- | ---------- | ---------- | --------------- | --------------- | --------------- | --------------- | --------------- | ------------------ | ------------------ | ------------------ | ------------------ | ------------------ | ----------- | ----------- | ----------- | ----------- | ----------- | ------ | ------ | ------ | ------ | ---------- | ---------------- |
| mar.-giu. 2012         | Burton Albion          | FL2                    | 11         | 3          | 2          | 6          | FACup+CdL       | -               | -               | -               | -               | -                  | -                  | -                  | -                  | -                  | FLT         | -           | -           | -           | -           | 11     | 3      | 2      | 6      | 27,27      | Sub. 17º         |
| 2012-2013              | Burton Albion          | FL2                    | 46+2       | 22+1       | 10+0       | 14+1       | FACup+CdL       | 4+3             | 2+1             | 1+2             | 1+0             | -                  | -                  | -                  | -                  | -                  | FLT         | 1           | 0           | 1           | 0           | 56     | 26     | 14     | 16     | 46,43      | 4º               |
| 2013-2014              | Burton Albion          | FL2                    | 46+3       | 19+1       | 15+1       | 12+1       | FACup+CdL       | 4+2             | 2+1             | 1+1             | 1+0             | -                  | -                  | -                  | -                  | -                  | FLT         | 1           | 0           | 0           | 1           | 56     | 23     | 18     | 15     | 41,07      | 6º               |
| ago.-ott. 2014         | Burton Albion          | FL2                    | 15         | 9          | 1          | 5          | FACup+CdL       | 0+3             | 2               | 0               | 1               | -                  | -                  | -                  | -                  | -                  | FLT         | 1           | 0           | 0           | 1           | 19     | 11     | 1      | 7      | 57,89      | Eson.            |
| Totale Burton Albion   | Totale Burton Albion   | Totale Burton Albion   | 118+5      | 53+2       | 28+1       | 37+2       |                 | 16              | 8               | 5               | 3               |                    | -                  | -                  | -                  | -                  |             | 3           | 0           | 1           | 2           | 142    | 63     | 35     | 44     | 44,37      |                  |
| ott. 2014-2015         | Birmingham City        | FLC                    | 33         | 14         | 10         | 9          | FACup+CdL       | 2+0             | 1               | 0               | 1               | -                  | -                  | -                  | -                  | -                  | -           | -           | -           | -           | -           | 35     | 15     | 10     | 10     | 42,86      | Sub. 10º         |
| 2015-2016              | Birmingham City        | FLC                    | 46         | 16         | 15         | 15         | FACup+CdL       | 1+3             | 0+2             | 0+0             | 1+1             | -                  | -                  | -                  | -                  | -                  | -           | -           | -           | -           | -           | 50     | 18     | 15     | 17     | 36,00      | 10º              |
| ago.-dic. 2016         | Birmingham City        | FLC                    | 21         | 9          | 7          | 5          | FACup+CdL       | 0+1             | 0               | 1               | 0               | -                  | -                  | -                  | -                  | -                  | -           | -           | -           | -           | -           | 22     | 9      | 8      | 5      | 40,91      | Eson.            |
| mar.-giu. 2017         | Derby County           | FLC                    | 9          | 4          | 3          | 2          | FACup+CdL       | -               | -               | -               | -               | -                  | -                  | -                  | -                  | -                  | -           | -           | -           | -           | -           | 9      | 4      | 3      | 2      | 44,44      | Sub. 9º          |
| 2017-2018              | Derby County           | FLC                    | 46+2       | 20+1       | 15+0       | 11+1       | FACup+CdL       | 1+2             | 0+1             | 0+0             | 1+1             | -                  | -                  | -                  | -                  | -                  | -           | -           | -           | -           | -           | 51     | 22     | 15     | 14     | 43,14      | 6º               |
| Totale Derby County    | Totale Derby County    | Totale Derby County    | 55+2       | 24+1       | 18+0       | 13+1       |                 | 3               | 1               | 0               | 2               |                    | -                  | -                  | -                  | -                  |             | -           | -           | -           | -           | 60     | 26     | 18     | 16     | 43,33      |                  |
| 2018-gen. 2019         | Stoke City             | FLC                    | 26         | 8          | 11         | 7          | FACup+CdL       | 1+2             | 0+1             | 1+0             | 0+1             | -                  | -                  | -                  | -                  | -                  | -           | -           | -           | -           | -           | 29     | 9      | 12     | 8      | 31,03      | Eson.            |
| ott. 2019-2020         | Millwall               | FLC                    | 34         | 14         | 12         | 8          | FACup+CdL       | 2+0             | 1               | 0               | 1               | -                  | -                  | -                  | -                  | -                  | -           | -           | -           | -           | -           | 36     | 15     | 12     | 9      | 41,67      | Sub. 8º          |
| 2020-2021              | Millwall               | FLC                    | 46         | 15         | 17         | 14         | FACup+CdL       | 2+3             | 1+2             | 0+0             | 1+1             | -                  | -                  | -                  | -                  | -                  | -           | -           | -           | -           | -           | 51     | 18     | 17     | 16     | 35,29      | 11º              |
| 2021-2022              | Millwall               | FLC                    | 46         | 18         | 15         | 13         | FACup+CdL       | 1+3             | 0+2             | 0+0             | 1+1             | -                  | -                  | -                  | -                  | -                  | -           | -           | -           | -           | -           | 50     | 20     | 15     | 15     | 40,00      | 9º               |
| 2022-2023              | Millwall               | FLC                    | 46         | 19         | 11         | 16         | FACup+CdL       | 1+1             | 0+0             | 0+0             | 1+1             | -                  | -                  | -                  | -                  | -                  | -           | -           | -           | -           | -           | 48     | 19     | 11     | 18     | 39,58      | 8º               |
| lug.-ott. 2023         | Millwall               | FLC                    | 11         | 4          | 3          | 4          | FACup+CdL       | 0+1             | 0               | 0               | 1               | -                  | -                  | -                  | -                  | -                  | -           | -           | -           | -           | -           | 12     | 4      | 3      | 5      | 33,33      | Eson.            |
| Totale Millwall        | Totale Millwall        | Totale Millwall        | 183        | 70         | 58         | 55         |                 | 14              | 6               | 0               | 8               |                    | -                  | -                  | -                  | -                  |             | -           | -           | -           | -           | 197    | 76     | 58     | 63     | 38,58      |                  |
| mar.-giu.-2024         | Birmingham City        | FLC                    | 8          | 3          | 2          | 3          | FACup+CdL       | -               | -               | -               | -               | -                  | -                  | -                  | -                  | -                  | -           | -           | -           | -           | -           | 8      | 3      | 2      | 3      | 37,50      | Sub. 22º (retr.) |
| Totale Birmingham City | Totale Birmingham City | Totale Birmingham City | 108        | 42         | 34         | 32         |                 | 7               | 3               | 1               | 3               |                    | -                  | -                  | -                  | -                  |             | -           | -           | -           | -           | 115    | 45     | 35     | 35     | 39,13      |                  |
| Totale carriera        | Totale carriera        | Totale carriera        | 471        | 192        | 139        | 140        |                 | 40              | 18              | 6               | 16              |                    | -                  | -                  | -                  | -                  |             | 3           | 0           | 1           | 2           | 514    | 220    | 146    | 158    | 42,80      |                  |